# Ravenszka

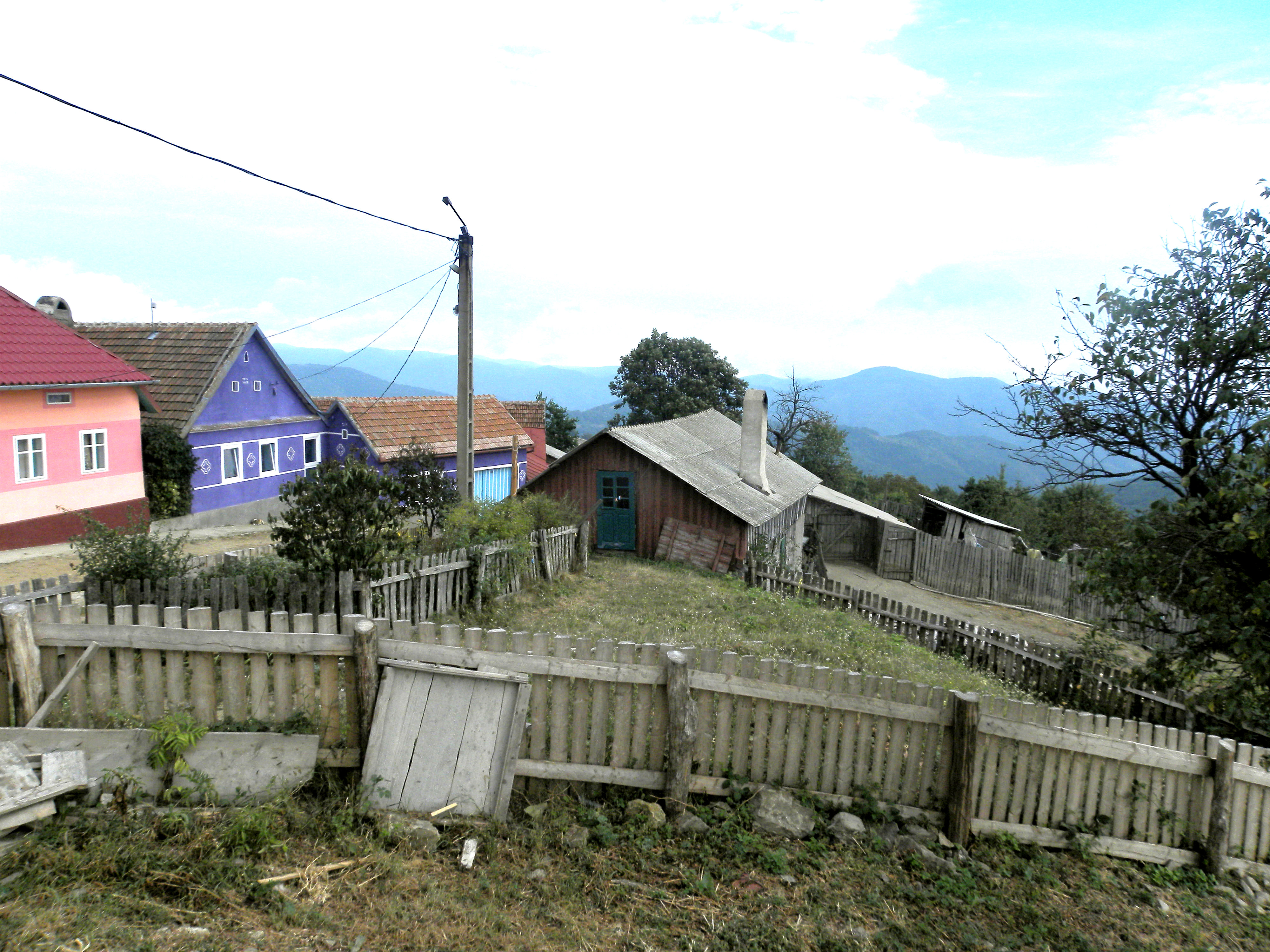

Ravenszka, 1911 és 1918 között Almásróna (románul: Ravensca, csehül: Rovensko) falu Romániában, a Bánságban, Krassó-Szörény megyében.

## Fekvése
Az Almás-hegység egyik hegygerincén fekszik. Beépített területe ma jóval kisebb, mint a 19. században. Járművel nehezen megközelíthető.

## Nevének eredete
Nevét valószínűleg délszláv eredetű víznévről kapta, amely a ravan ('sík') szóból keletkezett. A helységnévrendezéskor adott új nevének előtagja az Almás-hegységre utal.

## Története
A Határőrvidékre települt 1826-ban, 237 római katolikus cseh lakossal. A telepesek Budějovicéből, Berounból, Lochovicéből, Stepanováról, Velká és Malá Lehotáról származtak ide. 1872-ig az Oláh-illír Határőrezred dalboseci századához, később Krassó-Szörény vármegyéhez tartozott.
1854-től tanítottak a faluban diplomás tanítók. Az iskola tannyelve 1907-ig volt cseh, majd magyar, 1920 és 1930 között cseh és román, 1930-tól 1940-ig román, a második világháború után ismét cseh.
Az 1947–49-es időszakban 109 lakosa repatriált Csehországba, a korábbi Szudétavidékre. 1960–65-ben építették meg a falut Újsopottal, 1970–73-ban a Ljubkovával összekötő utat.
Az 1990-es években lakói nagy része kivándorolt Csehországba.

## Népessége
- 1900-ban 386 római katolikus vallású cseh lakosa volt. 71%-uk tudott írni-olvasni, viszont egyikük sem beszélt magyarul.
- 2002-ben 165 lakosából 159 volt római katolikus vallású cseh és 6 ortodox vallású román.

## Ravenszka a kultúrában
A faluról szól Jana Ševčíková 1984-ben forgatott, Piemule című dokumentumfilmje, amelyet a Magyar Televízió is bemutatott.